# Lucinda A. McDade
Lucinda A. McDade (3 de dezembro de 1953) é uma botânica estadunidense, conhecida por seu estudo da acanthaceae e seu trabalho em biologia da conservação. Obteve um bacharelado em biologia no Newcomb College da Universidade Tulane, com um Ph.D. em botânica/zoologia na Universidade Duke.
Foi presidente da American Society of Plant Taxonomists e Association of Tropical Biology. Em 2019 recebeu o Asa Gray Award da American Society of Plant Taxonomists.
Descreveu no mínimo dezesseis espécies, e coletou cerca de 600 espécimens, muitos da América Central e América do Sul.

## Obras
- McDade, Lucinda A (1994). La selva: ecology and natural history of a neotropical rain forest (em inglês). [S.l.]: University of Chicago Press. ISBN 9780226039527. Consultado em 3 de novembro de 2020
- De Groot, Sarah J; Ashworth, Vanessa; Friar, Elizabeth; McDade, Lucinda A (2009). A conservation plan for Berberis harrisoniana (Kofa Mountain barberry, Berberidaceae) (em inglês). [S.l.]: Rancho Santa Ana Botanic Garden. ISBN 9780960580880. Consultado em 3 de novembro de 2020
- McGlaughlin, Mitchell E; Ashworth, Vanessa; Friar, Elizabeth; McDade, Lucinda A (2008). A conservation plan for Mecca aster, Xylorhiza cognata (Asteraceae) (em inglês). [S.l.]: Rancho Santa Ana Botanic Garden. Consultado em 3 de novembro de 2020
- Fraga, Naomi S; Ashworth, Vanessa; McDade, Lucinda A (2007). A conservation plan for Mimulus shevockii (Phrymaceae) (em inglês). [S.l.]: Rancho Santa Ana Botanic Garden. Consultado em 3 de novembro de 2020